# Хинтертифенбах
Хинтертифенбах (нем. Hintertiefenbach) — община в Германии, в земле Рейнланд-Пфальц. 
Входит в состав района Биркенфельд. Подчиняется управлению Херрштайн.  Население составляет 387 человек (на 31 декабря 2010 года). Занимает площадь 4,68 км².